# عمريت
مدينة عمريت أو ماراتوس مدينة أثرية سورية على ساحل البحر الأبيض المتوسط تأسست في العصر الأموري في الألف الثالث قبل الميلاد. وتبعد عمريت 7 كم عن مدينة طرطوس باتجاه الجنوب تنتشر فيها الآثار والأوابد أهمها معبد فينيقي ذو طابع مميز وملعب أولمبي يعد أقدم المنشآت الرياضية في العالم.

## التسمية

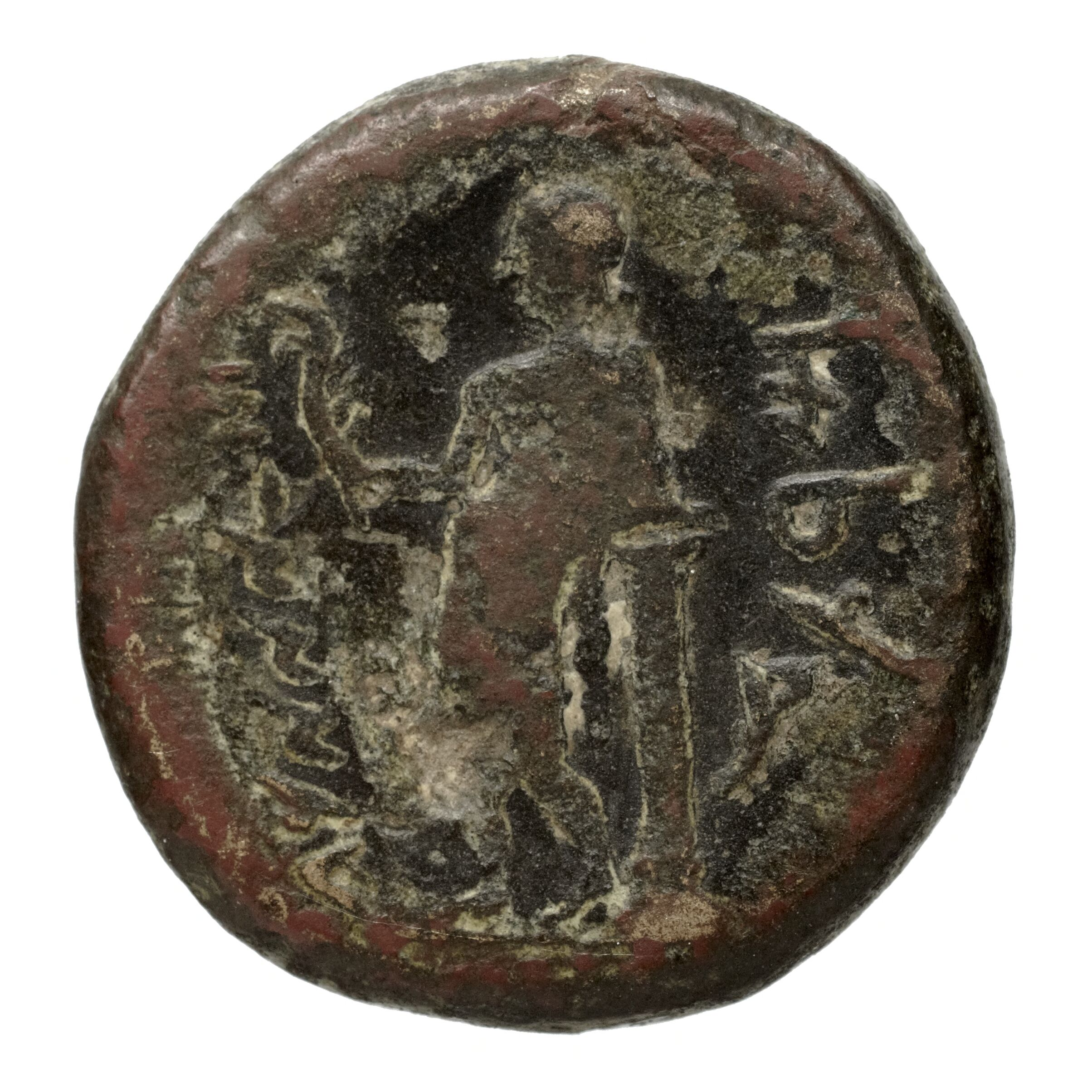
عملة ماراتوس تحمل الاسم الفينيقي للمدينة

اسم (عمريت أو أمريت) هو الاسم الكنعاني القديم للمدينة. وفي عهد الإسكندر المقدوني دعيت ماراتوس وكانت من أكبر مدن الشرق على البحر المتوسط. وقد ضربت النقود باسم ماراتوس في القرن الثالث والثاني قبل الميلاد مما يدل على أنها كانت ذات مكانة اقتصادية هامة وكانت تابعة مباشرة لمملكة أرواد.

## المعبد

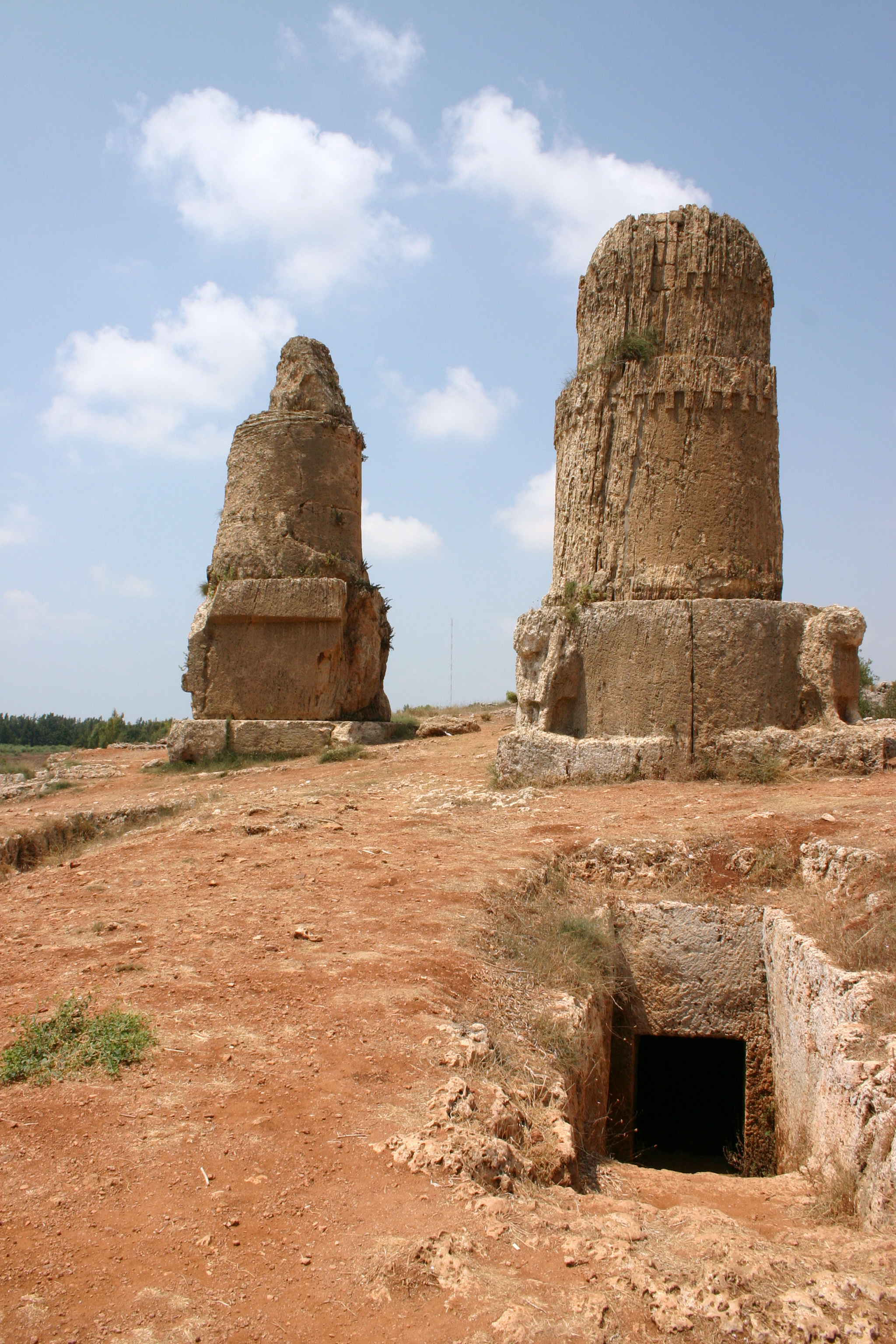
المدافن البرجية في عمريت

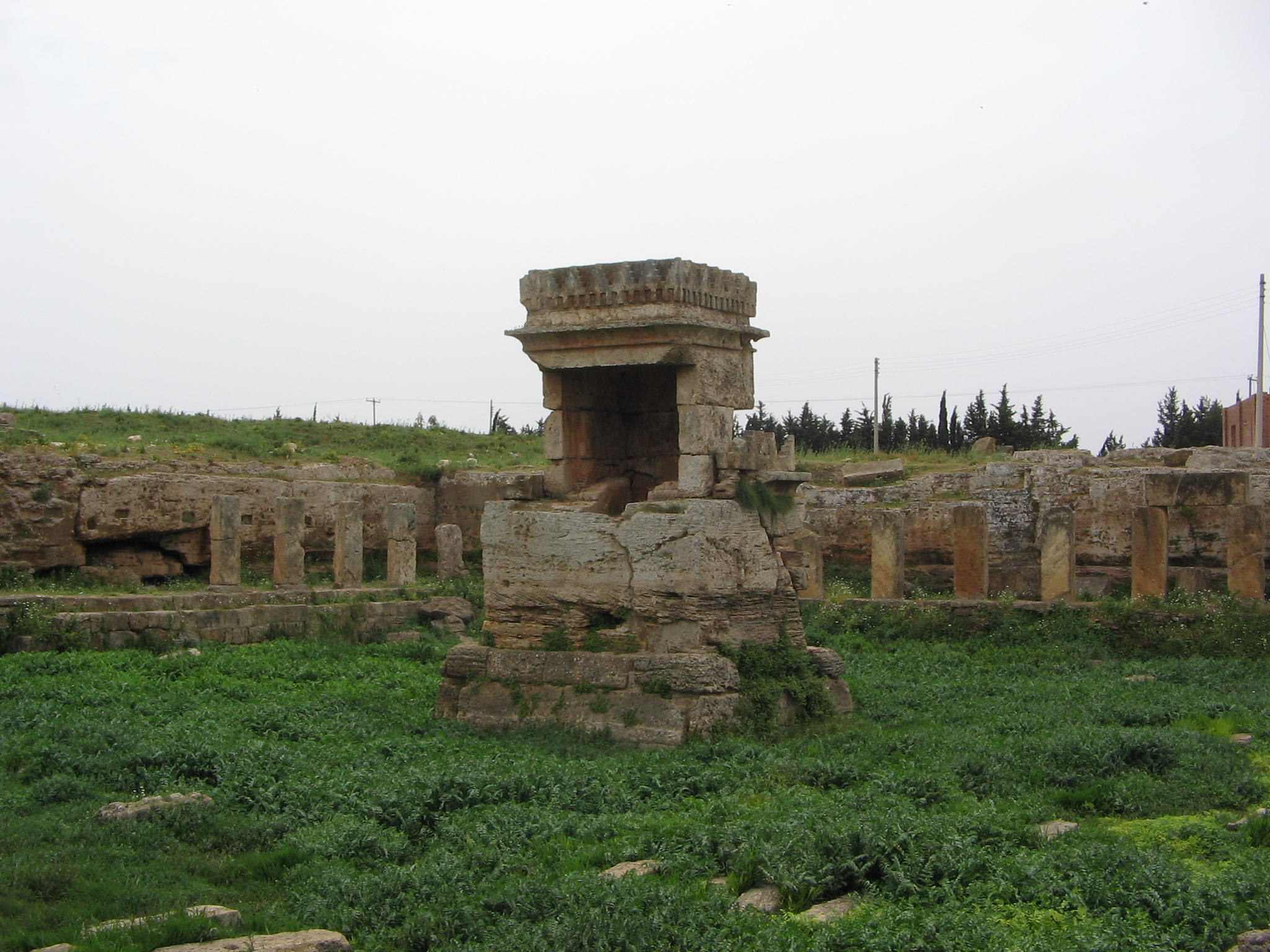
غرفة في وسط فناء المعبد الفينيقي في عمريت في 2006

نحت معبد عمريت في المنحدر الصخري المطل على نهر ماراتياس (نهر عمريت حاليا) يحيط بالمعبد نبع ماء مقدس موصول بمصرف منحوت بالصخر، كان الناس يأتون بالأباريق الفخارية لملئها من المياه المقدسة بقصد الشفاء.
أما الهيكل المقدس الموجود وسط البركة ظل ردحا من الزمن باقيا رغم العوامل الزمنية، أما المحراب فقد كان مخصصا لوضع تمثال الإله الذي كرس له المعبد، كما وجدت كتابات فينيقية عثر عليها قرب الموقع تؤكد أنه كرس للإله (مالكرت = هرقل) الشافي للأمراض وكان للمعبد مكانة كبيرة بين سكان عمريت والمناطق المجاورة لها.

## الملعب الأولمبي

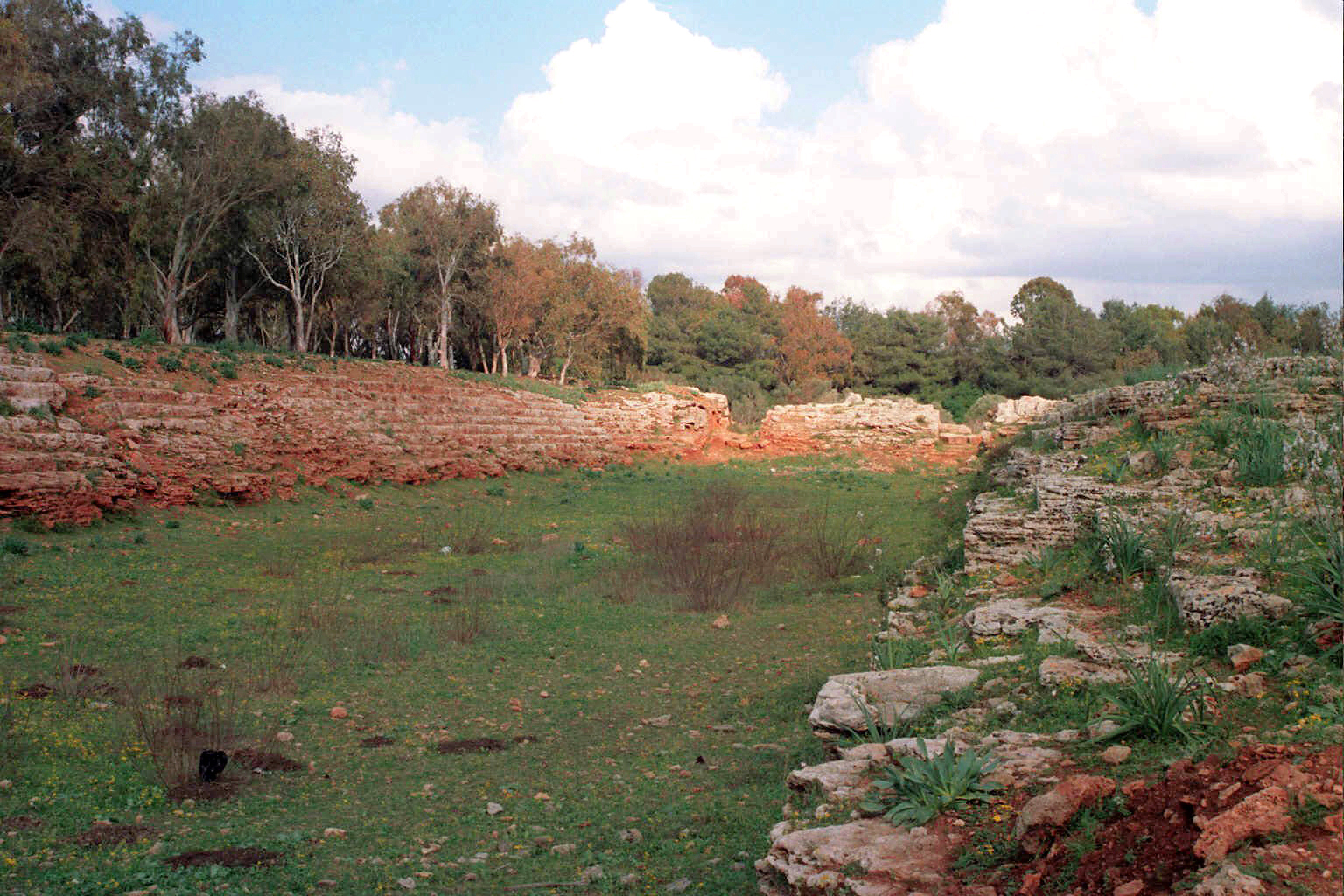
الملعب الفينيقي في عمريت، والذي سبق ملعب أثينا الأولمبي

ملعب عمريت الأولمبي ينافس في القدم الملعب الأولمبي في أثينا وهو أقدم منه وكانت تقام عليه الألعاب الرياضية وتقام به احتفالات ومسابقات رياضية، وتشير الدراسات أن الفينيقيين في الساحل السوري نقلوا معهم ألعابهم الرياضية من سورية تحديدا من مدينة عمريت إلى اليونان مما يدل على قدم المنشآت الرياضية في عمريت السورية. ومايؤكد على أهمية ملعب عمريت أن كلمة ماراثون جاءت من اسم المدينة "ماراثوس"
وقد تم تنظيم منافسات رياضية في اطار طقوس دينية تكريماً للإله بعل وهذاما خلق رابطاً بين الملعب والمعبد

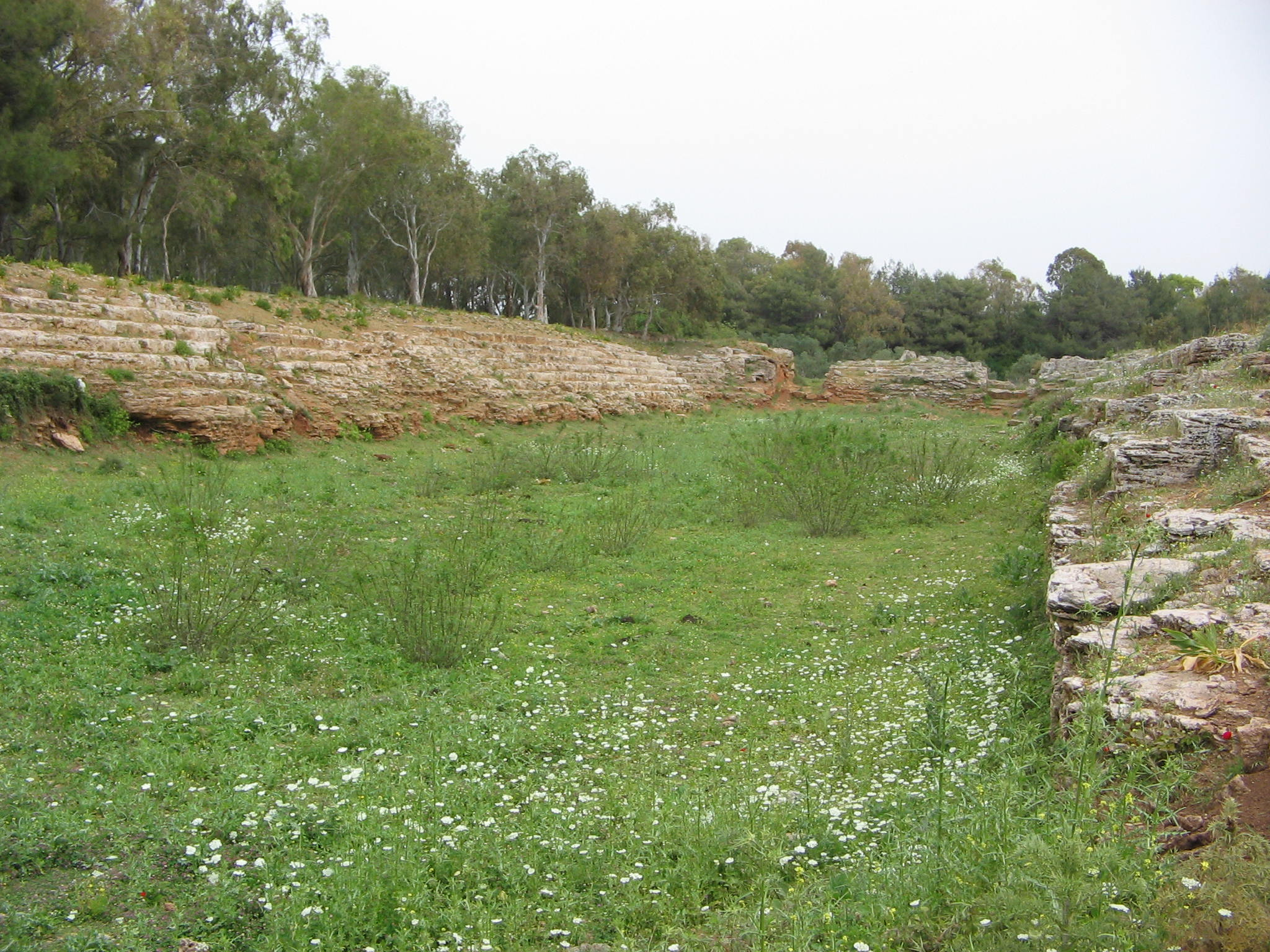
الملعب الفينيقي في عمريت في 2006

بناء الملعب تم تصميمه ونحته في الطبقة الصخرية الموجودة في المنطقة بشكل مستوي على شكل حدوة حصان أو حرف "U"  وبطول ومقاييس مدروسة، طوله 230 متر وعرضه 30 متر وله في محيطة سبع درجات للجمهور بشكل مدرج.وتقدر سعته بـ11200 مشاهد (40 سنتيمتراً للشخص). يوجد عند أطرافه بعض المنشآت والمباني وكانت تقام فيه مسابقات الجري وألعاب القوى وبعض الألعاب الرياضية إضافة للاحتفالات.
يوجد في عمريت متحف يضم أهم المكتشفات الأثرية للموقع هو متحف عمريت.

## المدافن الملكية[6]
تظهرمدافن عمريت أن الفينيقيين، كانوا من الشعوب التي تولي الدفن اهمية خاصة،حيث كانت تقاليدهم تقضي بدفن ممتلكات الميت مثل الحلي والذهب معه، وهي تعد بمثابة تحف فنية وهندسية تمتلىء برموز وفلسفة الخلود وتسمى مدافنهم بالمغازل

## معرض الصور

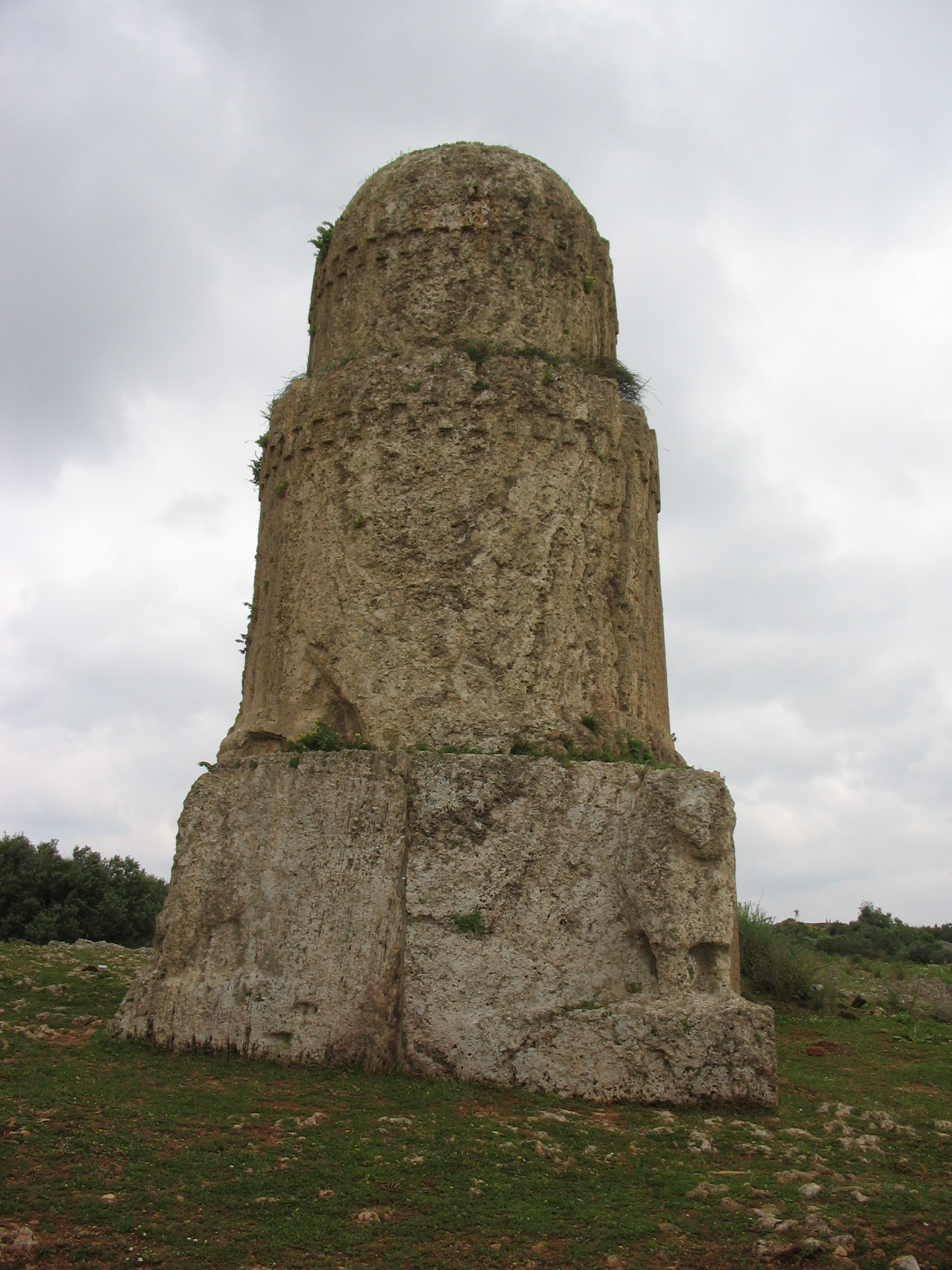
مقبرة المغازل في عمريت في 2006

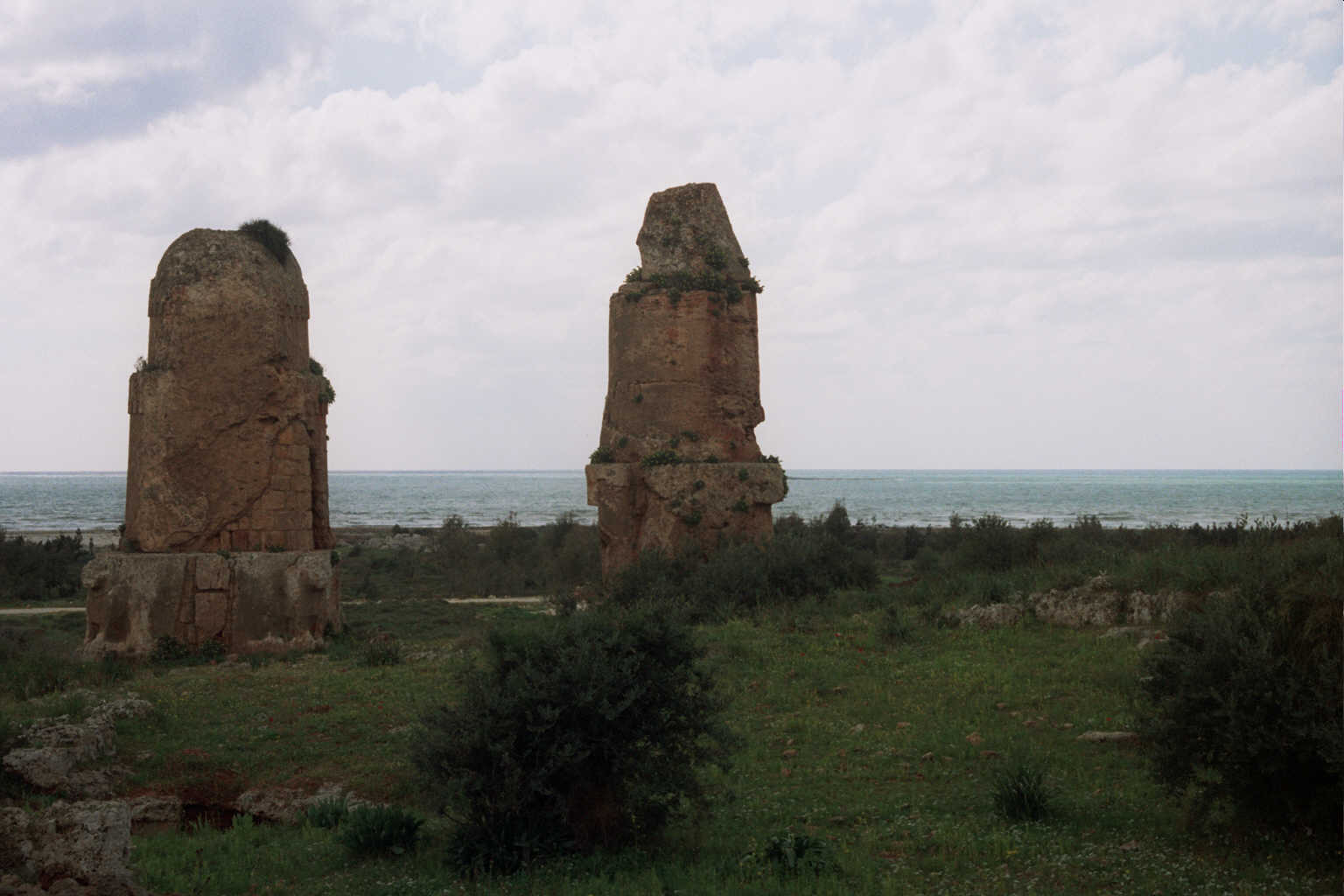
أبراج الدفن في عمريت، والتي تسمى بالمغازل

## وصلات خارجية
- موقع عمريت على الإنترنت